# 궁 (만화)
《궁》(宮)은 대한민국의 만화가 박소희가 입헌군주제를 바탕으로 창작한 대체 역사 로맨틱 코미디 만화이다. 대한민국이 영국이나 일본, 타이와 같은 입헌군주제 국가라는 설정으로 만화 속 텔레비전 뉴스에서는 왕실의 이야기가 보도되며, 국왕 탄신일이라 공휴일인 날에 이틀동안 공개되는 경복궁과 근정전에서 선물도 받고 궁 구경도 할 기대에 여학생들이 기뻐하는 등 입헌군주제 국가라면 있을법한 이야기들이 나온다.
이 작품을 원작으로 극화한 문화방송(MBC)의 수목미니시리즈 '궁'이 2006년 상반기에 제작되어 방영되기도 하였다.

## 등장인물
신채경
한국의 왕세자빈. 별자리는 양자리. 상징어는 승리. 친구였던 신채경의 할아버지와 선왕 사이에 맺은 약속 때문에 왕세자와 결혼하게 된 17세 여자아이. 발랄하고 사교성이 좋은 자유분방한 성격의 소유자이지만, 낯설고 엄격한 궁중생활에서 홀로 남겨진 듯한 외로움 때문에 친정을 그리워하게 된다. 실제 드라마 궁에서도 채경은 고등학교 친구들과 어울려 놀고, 엄마,아빠, 동생과 저녁밥을 같이 먹는 작은 행복을 그리워한다.
이신
한국의 왕세자. 별자리는 사수자리. 상징어는 자유. 오만하고 무신경한 성격의 소유자이다. 일찍부터 부왕에 의해 결혼 압력을 받아 여자친구인 효린에게 청혼을 하지만 거절 당한 후, 할아버지인 선왕의 유지를 받들어 채경과 결혼을 하게 된다. 율과는 채경과 차기 왕위를 두고 의도하지 않게 대립을 하게 된다.
이율
왕위 계승서열 2위의 의성군. 별자리는 물병자리. 상징어는 개성. 신의 사촌이자 한국의 또 다른 왕자. 그의 아버지는 선왕의 장남이자 왕세자였으나, 요절한 탓에 그의 삼촌에게 왕위가 계승되어 그는 자신의 어머니와 함께 영국으로 떠났다. 한국으로 돌아온 후, 그는 채경과 같은 반에 배속되고, 명랑하고 낙천적인 그녀에게 호감을 갖게 되어,신채경과 이신을 떼어놓으려고 왕실의 약점을 잡아내어 신채경과 이신을 이혼시키라고 요구하여 둘을 떼어놓았지만 20권에서 들킨다.
성효린
신의 이전 여자친구. 별자리는 쌍둥이자리. 상징어는 회화. 그녀는 발레리나가 되고 싶다는 자신의 꿈을 포기할 생각이 없었기 때문에, 신의 청혼을 거절한다.
국왕
한국의 현 국왕. 별자리는 염소자리. 상징어는 착실. 선왕의 둘째 아들이었지만, 죽은 형을 대신하여 왕세자가 되고 왕위에 오른다. 젊은 시절, 그는 화영이라는 여인을 사랑하였지만, 권력욕심이 있는터라 당시 왕세자였던 형과 결혼하여 마음에 큰 상처를 입었다. 화영은 국왕이 사랑한 사람이었고 형수이기도 하다.
중전
신의 어머니이자 현 국왕의 아내. 별자리는 사자자리. 상징어는 여왕. 그녀는 자신의 남편이 아직도 대비를 사랑하고 있다는 것을 알고 있으며, 자신의 아들인 신의 왕세자 자리를 지키기 위해 의성군 및 대비와 대립을 한다.
대왕대비
선왕의 아내이자 현 국왕의 모후. 별자리는 천칭자리. 상징어는 조화. 현재 왕실의 가장 큰 어른으로 보수적이고 충·효·예·의를 올곧이 지키는 열녀이다.한상궁과 공내시가 서로를 사랑함을 깨닫고 궁을 떠나갈때에, 조용히 보내준다.
대비
죽은 의강세자(원조)의 아내이자 율의 어머니. 별자리는 전갈자리. 상징어는 의문. 그녀는 이우를 사랑했지만 권력 때문에 당시 왕세자였던 그의 형과 결혼하는 길을 선택하였다. 그러나 남편이 요절함으로써 그 꿈은 산산조각 나 버려 율과 함께 영국으로 떠났으나, 다시 돌아온다.
공내시
공씨성을 가진 내관이다. 행동이 천박해보이지만, 대왕대비를 젊었을때부터 모셔온 원로이다. 대왕대비가 세자비일 때에 대비께서 아끼시는 모과를 잘 몰라서 딴 적이 있는데, 공내시는 소인이 처리하겠다면서 조용히 처리했다. 한상궁과의 사랑을 깨닫고 궁을 떠나간다.
한상궁
대왕대비를 세자비일때부터 모셔온 원로궁인이다. 이야기책을 좋아하는 세자비를 위해 재미있는 이야기책들을 가져다드리고는 했다. 채경이가 병이 나서 몸져누웠을 때에, 외로움으로 지쳐서 몸에 병이 났음을 읽어낼만큼 속이 있다.
오미루
대기업 회장의 딸로 계획적이고 지능적이다.이율과 약혼을 했다.그런데도 이율이 신채경에게 끌리자,신채경과 이신을 이으려 한다. 빈곤국가에서의 봉사조차도 사람들의 존경심을 모으기 위한 수단으로 이용할만큼 영악하다.
신채준
신채경의 동생.신채경을 닮아 푼수기가 있다.성효린을 좋아하여 매번 따라다닌다.그래서 성효린 사진을 이용한 오미루의 떡밥에 걸린다. 효린이가 외로울때에 다가서는 친구이다.

## 외전
본편이 완결된 후 외전 연작이 《윙크》를 통하여 게재되고 있다.
- 〈어느 후궁의 고백〉, 《윙크》 2012년 1월호
- 〈적과의 논쟁 -108분간의 사투-〉, 《윙크》 2012년 2월호

이율이 텔레비전 토론프로그램에 나와서 왕족의 정치참여에 대하여 참석측 패널로 미모를 뽐낸다. 이는 공내시의 뇌내망상으로 밝혀진다.
- 〈합방실록 -그 방 밖에서 일어난 일-〉, 2부작, 《윙크》 2012년 5 ~ 6월호

## 같이 보기
- 《궁》 - 이 만화를 원작으로 제작된 드라마
- 《궁S》 - 드라마 《궁》의 남자 주인공 버전이며 같은 입헌군주제 설정을 제외하고는 스토리 상 관련이 없다.